# Chanteloup (Ille-et-Vilaine)
Chanteloup település Franciaországban, Ille-et-Vilaine megyében. Lakosainak száma 1881 fő (2022. január 1.). Chanteloup Le Petit-Fougeray, Bourgbarré, Brie, Corps-Nuds, Crevin, Laillé, Orgères és Saulnières községekkel határos.

## Népesség
A település népességének változása:
| Lakosok száma | 772  | 939  | 943  | 1438 | 1788 | 1845 | 1815 | 1815 | 1847 | 1881 |
|               | 1968 | 1982 | 1990 | 2006 | 2013 | 2015 | 2017 | 2019 | 2020 | 2022 |